# Casey O'Neill
Pour les articles homonymes, voir O'Neill.
Casey O'Neill, née le 7 octobre 1997 à Irvine, est une pratiquante australo-écossaise d'arts martiaux mixtes (MMA). Elle combat actuellement dans la division des poids mouches de l'Ultimate Fighting Championship.

## Biographie

### Jeunesse
Casey Cameron O'Neill naît le 7 octobre 1997 à Irvine dans l'Ayrshire écossais. Elle passe les premières années de sa vie à Kilmarnock, avant d'emménager à Gold Coast en Australie, à l'âge de 8 ans.
Elle s'initie au kick-boxing à l'âge de 4 ans avec son père, Cam, ancien kick-boxeur devenu promoteur de MMA, et prend part à des compétitions au sein de l'IAKSA (International Amateur Karate-Kickboxing Sport Association). Adolescente, O'Neill se forme à d'autres arts martiaux tel que le jiu-jitsu brésilien, et dispute son premier combat amateur en MMA à l'âge de 15 ans,.

### Carrière dans les arts martiaux mixtes

#### Débuts (2019-2020)
Casey O'Neill fait ses débuts professionnels au sein de la fédération australienne Eternal MMA, fondée et dirigée par son père. Après cinq victoires remportées sur le circuit amateur, elle dispute et gagne son premier combat professionnel le 5 avril 2019 face à la Bosnienne Amira Hafizović pour le titre des poids pailles, alors vacant.
Le 27 juillet 2019, elle défend son titre avec succès face à sa compatriote Jada Ketley, qu'elle soumet au 2e round.
En octobre 2019, alors qu'elle doit défendre son titre contre Miki Motono (en), Casey O'Neill se présente avec 200 grammes de plus que la limite de poids autorisée lors de la pesée d'avant-combat et le titre lui est donc retiré. Le 4 octobre, elle vainc la Japonaise via décision unanime.
Le 29 février 2020, O'Neill vainc Caitlin McEwen lors de ses débuts dans la catégorie des poids mouches.
Le 25 septembre 2020, lors de son unique combat dans la fédération émiratie UAE Warriors, Casey O'Neill vient à bout de la Grecque Christina Stelliou par KO au 2e round.

#### Parcours au sein de l'Ultimate Fighting Championship (2021-)
Casey O'Neill signe avec l'Ultimate Fighting Championship (UFC) en octobre 2020. Elle dispute son premier combat dans la fédération le 20 février 2021 contre l'Américaine Shana Dobson (en), qu'elle remporte par KO technique au 2e round.
Le 19 juin 2021, elle bat la Brésilienne Lara Procópio (en) par soumission technique, après l'avoir étranglée jusqu'à l'inconscience.
Le 2 octobre 2021, elle bat la Péruviano-kirghize Antonina Shevchenko (en) par KO technique au 2e round, et décroche son premier bonus de Performance de la soirée.
Ces trois victoires, toutes obtenues avant la fin du temps réglementaire, lui vaut d'être nommée « Rookie de l'année 2021 », sans distinction de sexe, par le site spécialisé MMA Fighting (en).
Le 2 février 2022, lors de l'UFC 271, elle vainc l'Américaine Roxanne Modafferi (en) via décision partagée.
Le 18 mars 2023, lors de l'UFC 286, Casey O'Neill s'incline face à la Brésilienne Jennifer Maia (en) via décision unanime, et connait ainsi sa première défaite.
Le 16 décembre 2023, lors de l'UFC 296, O'Neill perd contre la Brésilienne Ariane Lipski (en) qui la soumet avec une clé de bras au 2e round.
Le 18 août 2024, lors de l'UFC 305 en Australie, elle vainc la Brésilienne Luana Santos via décision unanime.

## Palmarès en arts martiaux mixtes
| 12 combats     | 10 victoires | 2 défaites |
| Par KO         | 3            | 0          |
| Par soumission | 2            | 1          |
| Sur décision   | 5            | 1          |

| Résultat | Record | Adversaire          | Méthode                                     | Événement                                     | Date              | Round | Temps | Lieu                                       | Notes                                               |
| -------- | ------ | ------------------- | ------------------------------------------- | --------------------------------------------- | ----------------- | ----- | ----- | ------------------------------------------ | --------------------------------------------------- |
| Victoire | 10-2   | Luana Santos        | Décision unanime                            | UFC 305: du Plessis vs. Adesanya              | 18 août 2024      | 3     | 5:00  | Perth, Australie-Occidentale, Australie    |                                                     |
| Défaite  | 9-2    | Ariane Lipski       | Soumission (clé de bras)                    | UFC 296: Edwards vs. Covington                | 16 décembre 2023  | 2     | 1:18  | Las Vegas, Nevada, États-Unis              |                                                     |
| Défaite  | 9-1    | Jennifer Maia       | Décision unanime                            | UFC 286                                       | 18 mars 2023      | 3     | 5:00  | Londres, Angleterre, Royaume-Uni           |                                                     |
| Victoire | 9-0    | Roxanne Modafferi   | Décision partagée                           | UFC 271: Adesanya vs. Whittaker II            | 12 février 2022   | 3     | 5:00  | Houston, Texas, États-Unis                 |                                                     |
| Victoire | 8-0    | Antonina Shevchenko | TKO (coups de poing)                        | UFC Fight Night: Santos vs. Walker            | 2 octobre 2021    | 2     | 4:47  | Las Vegas, Nevada, États-Unis              | Performance de la soirée.                           |
| Victoire | 7-0    | Lara Procopio       | Soumission technique (étranglement arrière) | UFC on ESPN: Korean Zombie vs. Ige            | 19 juin 2021      | 3     | 2:54  | Las Vegas, Nevada, États-Unis              |                                                     |
| Victoire | 6-0    | Shana Dobson        | TKO (coups de poing)                        | UFC Fight Night: Blaydes vs. Lewis            | 20 février 2021   | 2     | 3:41  | Las Vegas, Nevada, États-Unis              |                                                     |
| Victoire | 5-0    | Christina Stelliou  | KO (coups de poing)                         | UAE Warriors 13: Lewis-Parry vs. Maldonado    | 25 septembre 2020 | 2     | 2:12  | Abou Dabi, Émirats arabes unis             |                                                     |
| Victoire | 4-0    | Caitlin McEwen      | Décision unanime                            | Eternal MMA 51: Della Maddalena vs. Pettigrew | 29 février 2020   | 3     | 5:00  | Perth, Australie-Occidentale, Australie    | Début dans la catégorie poids mouches.              |
| Victoire | 3-0    | Miki Motono         | Décision unanime                            | Eternal MMA 48: Fitikefu vs. Campbell         | 4 octobre 2019    | 5     | 5:00  | Melbourne, Victoria, Australie             |                                                     |
| Victoire | 2-0    | Jada Ketley         | Soumission (étranglement arrière)           | Eternal MMA 46: O'Neill vs. Ketley            | 27 juillet 2019   | 1     | 2:32  | Melbourne, Victoria, Australie             | Défend le titre des poids pailles du Eternal MMA.   |
| Victoire | 1-0    | Amira Hafizović     | Décision unanime                            | Eternal MMA 43: Adelaide                      | 5 avril 2019      | 3     | 5:00  | Adélaïde, Australie-Méridionale, Australie | Remporte le titre des poids pailles du Eternal MMA. |